# Torneo Clausura de la Primera B de Chile 2009
El Campeonato Nacional de Clausura de Primera B de Fútbol Profesional 2009 fue el cuarto torneo oficial de fútbol profesional de los Torneos de Apertura y Clausura de la Primera B, los cuales fueron disputados dentro de la temporada 2009. El torneo fue organizado por la ANFP.
El campeón del torneo fue el cuadro de San Luis de Quillota, quien debió disputar el segundo ascenso a Primera División frente a Santiago Wanderers, subcampeón del Torneo de Apertura. También se definió a través del Tribunal de Penalidades la desafiliación de Deportes Melipilla, quien fue descendido a la Tercera División de Chile.

## Equipos participantes
| Zona Norte | Zona Sur |
| - San Marcos de Arica - Deportes Antofagasta - Deportes Copiapó - Coquimbo Unido - San Luis - Santiago Wanderers - Unión La Calera | - Unión San Felipe - Deportes Melipilla - Deportes Concepción - Naval - Lota Schwager - Provincial Osorno - Deportes Puerto Montt |
| --- | --- |

## Clasificación
Para partidos, ver el Anexo
Fecha de actualización: 31 de octubre de 2009
| Pos | Equipo                | Pts | PJ | G  | E | P  | GF | GC | DIF |
| --- | --------------------- | --- | -- | -- | - | -- | -- | -- | --- |
| 1   | San Luis              | 39  | 19 | 11 | 6 | 2  | 24 | 12 | 12  |
| 2   | Santiago Wanderers    | 38  | 19 | 10 | 8 | 1  | 29 | 12 | 17  |
| 3   | Unión San Felipe      | 37  | 19 | 11 | 4 | 4  | 33 | 15 | 18  |
| 4   | Deportes Antofagasta  | 28  | 19 | 8  | 4 | 7  | 25 | 30 | -5  |
| 5   | Deportes Concepción   | 26  | 19 | 7  | 5 | 7  | 29 | 22 | 7   |
| 6   | San Marcos de Arica   | 26  | 19 | 6  | 8 | 5  | 29 | 30 | -1  |
| 7   | Coquimbo Unido        | 25  | 19 | 6  | 7 | 6  | 28 | 31 | -3  |
| 8   | Provincial Osorno     | 24  | 19 | 6  | 6 | 7  | 35 | 32 | 3   |
| 9   | Deportes Puerto Montt | 21  | 19 | 5  | 6 | 8  | 22 | 24 | -2  |
| 10  | Naval                 | 21  | 19 | 4  | 9 | 6  | 16 | 26 | -10 |
| 11  | Unión La Calera       | 17  | 19 | 3  | 8 | 8  | 19 | 29 | -10 |
| 12  | Deportes Melipilla    | 13  | 19 | 8  | 4 | 7  | 35 | 30 | 5   |
| 13  | Deportes Copiapó      | 13  | 19 | 3  | 4 | 12 | 15 | 30 | -15 |
| 14  | Lota Schwager         | 8   | 19 | 3  | 5 | 11 | 18 | 31 | -13 |

- Melipilla fue castigado con 12 puntos por no pago.

PJ = Partidos Jugados; G = Partidos Ganados; E = Partidos empatados; P = Partidos perdidos; GF = Goles a favor; GC = Goles en contra; DIF = Diferencia de goles; Pts = Puntos
|  | Campeón. Clasifica a Final por el Vicecampeonato |

## Resultados

### Fase Zonal
| Fecha 1                                | Fecha 1              | Fecha 1   | Fecha 1               | Fecha 1 | Fecha 1                         | Fecha 1     | Fecha 1 | Fecha 1 | Fecha 1 |
|                                        | Local                | Resultado | Visitante             |         | Estadio                         | Fecha       | Hora    | Zona    |         |
| -------------------------------------- | -------------------- | --------- | --------------------- | ------- | ------------------------------- | ----------- | ------- | ------- | ------- |
|                                        | Deportes Copiapó     | 0 - 2     | San Luis              |         | Luis Valenzuela Hermosilla      | 28 de junio | 15:30   | Norte   |         |
|                                        | Provincial Osorno    | 1 - 1     | Naval                 |         | Rubén Marcos Peralta            | 28 de junio | 16:00   | Sur     |         |
|                                        | Deportes Antofagasta | 0 - 0     | San Marcos de Arica   |         | Regional de Antofagasta         | 28 de junio | 16:00   | Norte   |         |
|                                        | Deportes Concepción  | 3 - 6     | Deportes Puerto Montt |         | Municipal de Concepción         | 8 de julio  | 19:30   | Sur     |         |
|                                        | Unión La Calera      | 2 - 2     | Coquimbo Unido        |         | Municipal Nicolás Chahuán Nazar | 8 de julio  | 20:00   | Norte   |         |
|                                        | Unión San Felipe     | 1 - 1     | Lota Schwager         |         | Municipal de San Felipe         | 8 de julio  | 20:00   | Sur     |         |
| Libre: Santiago Wanderers - Zona Norte |                      |           |                       |         |                                 |             |         |         |         |
| Libre: Deportes Melipilla - Zona Sur   |                      |           |                       |         |                                 |             |         |         |         |

| Fecha 2                                 | Fecha 2               | Fecha 2   | Fecha 2              | Fecha 2 | Fecha 2                    | Fecha 2    | Fecha 2 | Fecha 2 | Fecha 2 |
|                                         | Local                 | Resultado | Visitante            |         | Estadio                    | Fecha      | Hora    | Zona    |         |
| --------------------------------------- | --------------------- | --------- | -------------------- | ------- | -------------------------- | ---------- | ------- | ------- | ------- |
|                                         | Deportes Puerto Montt | 0 - 0     | Provincial Osorno    |         | Regional de Chinquihue     | 4 de julio | 15:00   | Sur     |         |
|                                         | Coquimbo Unido        | 2 - 0     | Deportes Copiapó     |         | Francisco Sánchez Rumoroso | 4 de julio | 18:00   | Norte   |         |
|                                         | Santiago Wanderers    | 2 - 1     | Unión La Calera      |         | Regional Chiledeportes     | 5 de julio | 15:30   | Norte   |         |
|                                         | San Luis              | 1 - 0     | Deportes Antofagasta |         | Ángel Navarrete Candia     | 5 de julio | 15:30   | Norte   |         |
|                                         | Deportes Melipilla    | 2 - 1     | Unión San Felipe     |         | Roberto Bravo Santibáñez   | 5 de julio | 15:30   | Sur     |         |
|                                         | Lota Schwager         | 0 - 1     | Deportes Concepción  |         | Federico Schwager          | 5 de julio | 15:30   | Sur     |         |
| Libre: San Marcos de Arica - Zona Norte |                       |           |                      |         |                            |            |         |         |         |
| Libre: Naval - Zona Sur                 |                       |           |                      |         |                            |            |         |         |         |

| Fecha 3                             | Fecha 3              | Fecha 3   | Fecha 3               | Fecha 3 | Fecha 3                    | Fecha 3     | Fecha 3 | Fecha 3 | Fecha 3 |
|                                     | Local                | Resultado | Visitante             |         | Estadio                    | Fecha       | Hora    | Zona    |         |
| ----------------------------------- | -------------------- | --------- | --------------------- | ------- | -------------------------- | ----------- | ------- | ------- | ------- |
|                                     | Naval                | 2 - 1     | Deportes Puerto Montt |         | El Morro                   | 11 de julio | 15:30   | Sur     |         |
|                                     | San Marcos de Arica  | 1 - 1     | San Luis              |         | Carlos Dittborn            | 11 de julio | 22:00   | Norte   |         |
|                                     | Deportes Concepción  | 2 - 0     | Deportes Melipilla    |         | Municipal de Concepción    | 12 de julio | 15:30   | Sur     |         |
|                                     | Deportes Copiapó     | 0 - 0     | Santiago Wanderers    |         | Luis Valenzuela Hermosilla | 12 de julio | 15:30   | Norte   |         |
|                                     | Deportes Antofagasta | 1 - 2     | Coquimbo Unido        |         | Regional de Antofagasta    | 12 de julio | 16:00   | Norte   |         |
|                                     | Provincial Osorno    | 1 - 1     | Lota Schwager         |         | Rubén Marcos Peralta       | 12 de julio | 16:00   | Sur     |         |
| Libre: Unión La Calera - Zona Norte |                      |           |                       |         |                            |             |         |         |         |
| Libre: Unión San Felipe - Zona Sur  |                      |           |                       |         |                            |             |         |         |         |

| Fecha 4                                 | Fecha 4            | Fecha 4   | Fecha 4              | Fecha 4 | Fecha 4                         | Fecha 4     | Fecha 4 | Fecha 4 | Fecha 4 |
|                                         | Local              | Resultado | Visitante            |         | Estadio                         | Fecha       | Hora    | Zona    |         |
| --------------------------------------- | ------------------ | --------- | -------------------- | ------- | ------------------------------- | ----------- | ------- | ------- | ------- |
|                                         | Unión La Calera    | 1 - 1     | Deportes Copiapó     |         | Municipal Nicolás Chahuán Nazar | 15 de julio | 20:00   | Norte   |         |
|                                         | Santiago Wanderers | 1 - 0     | Deportes Antofagasta |         | Regional Chiledeportes          | 16 de julio | 15:30   | Norte   |         |
|                                         | Coquimbo Unido     | 3 - 3     | San Marcos de Arica  |         | Francisco Sánchez Rumoroso      | 16 de julio | 15:30   | Norte   |         |
|                                         | Unión San Felipe   | 3 - 0     | Deportes Concepción  |         | Municipal de San Felipe         | 16 de julio | 15:30   | Sur     |         |
|                                         | Deportes Melipilla | 4 - 3     | Provincial Osorno    |         | Roberto Bravo Santibáñez        | 16 de julio | 16:00   | Sur     |         |
|                                         | Lota Schwager      | 1 - 1     | Naval                |         | Federico Schwager               | 16 de julio | 16:00   | Sur     |         |
| Libre: San Luis - Zona Norte            |                    |           |                      |         |                                 |             |         |         |         |
| Libre: Deportes Puerto Montt - Zona Sur |                    |           |                      |         |                                 |             |         |         |         |

| Fecha 5                               | Fecha 5               | Fecha 5   | Fecha 5            | Fecha 5 | Fecha 5                 | Fecha 5     | Fecha 5 | Fecha 5 | Fecha 5 |
|                                       | Local                 | Resultado | Visitante          |         | Estadio                 | Fecha       | Hora    | Zona    |         |
| ------------------------------------- | --------------------- | --------- | ------------------ | ------- | ----------------------- | ----------- | ------- | ------- | ------- |
|                                       | Deportes Puerto Montt | 2 - 0     | Lota Schwager      |         | Regional de Chinquihue  | 19 de julio | 14:30   | Sur     |         |
|                                       | San Luis              | 2 - 0     | Coquimbo Unido     |         | Ángel Navarrete Candia  | 19 de julio | 15:30   | Norte   |         |
|                                       | Naval                 | 3 - 3     | Deportes Melipilla |         | El Morro                | 19 de julio | 15:30   | Sur     |         |
|                                       | Deportes Antofagasta  | 3 - 1     | Unión La Calera    |         | Regional de Antofagasta | 19 de julio | 16:00   | Norte   |         |
|                                       | Provincial Osorno     | 2 - 1     | Unión San Felipe   |         | Rubén Marcos Peralta    | 19 de julio | 16:00   | Sur     |         |
|                                       | San Marcos de Arica   | 0 - 0     | Santiago Wanderers |         | Carlos Dittborn         | 19 de julio | 19:00   | Norte   |         |
| Libre: Deportes Copiapó - Zona Norte  |                       |           |                    |         |                         |             |         |         |         |
| Libre: Deportes Concepción - Zona Sur |                       |           |                    |         |                         |             |         |         |         |

| Fecha 6                            | Fecha 6             | Fecha 6   | Fecha 6               | Fecha 6 | Fecha 6                         | Fecha 6     | Fecha 6 | Fecha 6 | Fecha 6 |
|                                    | Local               | Resultado | Visitante             |         | Estadio                         | Fecha       | Hora    | Zona    |         |
| ---------------------------------- | ------------------- | --------- | --------------------- | ------- | ------------------------------- | ----------- | ------- | ------- | ------- |
|                                    | Santiago Wanderers  | 2 - 0     | San Luis              |         | Regional Chiledeportes          | 26 de julio | 15:30   | Norte   |         |
|                                    | Unión La Calera     | 0 - 0     | San Marcos de Arica   |         | Municipal Nicolás Chahuán Nazar | 26 de julio | 15:30   | Norte   |         |
|                                    | Deportes Concepción | 1 - 3     | Provincial Osorno     |         | Municipal de Concepción         | 26 de julio | 15:30   | Sur     |         |
|                                    | Deportes Melipilla  | 1 - 1     | Deportes Puerto Montt |         | Roberto Bravo Santibáñez        | 26 de julio | 15:30   | Sur     |         |
|                                    | Deportes Copiapó    | 0 - 2     | Deportes Antofagasta  |         | Luis Valenzuela Hermosilla      | 26 de julio | 15:30   | Norte   |         |
|                                    | Unión San Felipe    | 0 - 1     | Naval                 |         | Municipal de San Felipe         | 26 de julio | 15:30   | Sur     |         |
| Libre: Coquimbo Unido - Zona Norte |                     |           |                       |         |                                 |             |         |         |         |
| Libre: Lota Schwager - Zona Sur    |                     |           |                       |         |                                 |             |         |         |         |

| Fecha 7 | Fecha 7 | Fecha 7   | Fecha 7   | Fecha 7 | Fecha 7 | Fecha 7 | Fecha 7 | Fecha 7 | Fecha 7 |
|         | Local   | Resultado | Visitante |         | Estadio | Fecha   | Hora    | Zona    |         |
| ------- | ------- | --------- | --------- | ------- | ------- | ------- | ------- | ------- | ------- |

### Fase Nacional
| Fecha 8 | Fecha 8 | Fecha 8   | Fecha 8   | Fecha 8 | Fecha 8 | Fecha 8 | Fecha 8 | Fecha 8 | Fecha 8 |
|         | Local   | Resultado | Visitante |         | Estadio | Fecha   | Hora    |         |         |
| ------- | ------- | --------- | --------- | ------- | ------- | ------- | ------- | ------- | ------- |

| Fecha 9 | Fecha 9 | Fecha 9   | Fecha 9   | Fecha 9 | Fecha 9 | Fecha 9 | Fecha 9 | Fecha 9 | Fecha 9 |
|         | Local   | Resultado | Visitante |         | Estadio | Fecha   | Hora    |         |         |
| ------- | ------- | --------- | --------- | ------- | ------- | ------- | ------- | ------- | ------- |

|  | Naval | 0 - 0 | San Luis |  | El Morro | 22 de agosto | 15:30 |

|  | San Marcos de Arica | 5 - 4 | Provincial Osorno |  | Carlos Dittborn | 29 de agosto | 22:00 |

| Fecha 12 | Fecha 12 | Fecha 12  | Fecha 12  | Fecha 12 | Fecha 12 | Fecha 12 | Fecha 12 | Fecha 12 | Fecha 12 |
|          | Local    | Resultado | Visitante |          | Estadio  | Fecha    | Hora     |          |          |
| -------- | -------- | --------- | --------- | -------- | -------- | -------- | -------- | -------- | -------- |

| Fecha 13 | Fecha 13 | Fecha 13  | Fecha 13  | Fecha 13 | Fecha 13 | Fecha 13 | Fecha 13 | Fecha 13 | Fecha 13 |
|          | Local    | Resultado | Visitante |          | Estadio  | Fecha    | Hora     |          |          |
| -------- | -------- | --------- | --------- | -------- | -------- | -------- | -------- | -------- | -------- |

| Fecha 14 | Fecha 14 | Fecha 14  | Fecha 14  | Fecha 14 | Fecha 14 | Fecha 14 | Fecha 14 | Fecha 14 | Fecha 14 |
|          | Local    | Resultado | Visitante |          | Estadio  | Fecha    | Hora     |          |          |
| -------- | -------- | --------- | --------- | -------- | -------- | -------- | -------- | -------- | -------- |

| Fecha 15 | Fecha 15 | Fecha 15  | Fecha 15  | Fecha 15 | Fecha 15 | Fecha 15 | Fecha 15 | Fecha 15 | Fecha 15 |
|          | Local    | Resultado | Visitante |          | Estadio  | Fecha    | Hora     |          |          |
| -------- | -------- | --------- | --------- | -------- | -------- | -------- | -------- | -------- | -------- |

| Fecha 16 | Fecha 16 | Fecha 16  | Fecha 16  | Fecha 16 | Fecha 16 | Fecha 16 | Fecha 16 | Fecha 16 | Fecha 16 |
|          | Local    | Resultado | Visitante |          | Estadio  | Fecha    | Hora     |          |          |
| -------- | -------- | --------- | --------- | -------- | -------- | -------- | -------- | -------- | -------- |

| Fecha 17 | Fecha 17 | Fecha 17  | Fecha 17  | Fecha 17 | Fecha 17 | Fecha 17 | Fecha 17 | Fecha 17 | Fecha 17 |
|          | Local    | Resultado | Visitante |          | Estadio  | Fecha    | Hora     |          |          |
| -------- | -------- | --------- | --------- | -------- | -------- | -------- | -------- | -------- | -------- |

| Fecha 18 | Fecha 18 | Fecha 18  | Fecha 18  | Fecha 18 | Fecha 18 | Fecha 18 | Fecha 18 | Fecha 18 | Fecha 18 |
|          | Local    | Resultado | Visitante |          | Estadio  | Fecha    | Hora     |          |          |
| -------- | -------- | --------- | --------- | -------- | -------- | -------- | -------- | -------- | -------- |

| Fecha 19 | Fecha 19 | Fecha 19  | Fecha 19  | Fecha 19 | Fecha 19 | Fecha 19 | Fecha 19 | Fecha 19 | Fecha 19 |
|          | Local    | Resultado | Visitante |          | Estadio  | Fecha    | Hora     |          |          |
| -------- | -------- | --------- | --------- | -------- | -------- | -------- | -------- | -------- | -------- |

| Fecha 20 | Fecha 20 | Fecha 20  | Fecha 20  | Fecha 20 | Fecha 20 | Fecha 20 | Fecha 20 | Fecha 20 | Fecha 20 |
|          | Local    | Resultado | Visitante |          | Estadio  | Fecha    | Hora     |          |          |
| -------- | -------- | --------- | --------- | -------- | -------- | -------- | -------- | -------- | -------- |

## Campeón
|                    |
| San Luis 1º título |